# Ivo Cramér
Martin Ivo Fredrik Carl Cramér, född 5 mars 1921 i Göteborg, död 30 april 2009 i Stockholm, var en svensk dansare, koreograf, balettchef och regissör. Han var son till Carl-Rudolf Cramér och brorson till Harald Cramér samt gift med Tyyne Talvo Cramér.
Cramér arbetade ofta i folkloristiskt inspirerad stil med en burlesk ådra och mimiska inslag. Hans dansdramer har ofta haft historiska och religiösa motiv. Nyckelverket Den förlorade sonen är till exempel inspirerat av dalmålningar från 1700-talet som skildrar den bibliska berättelsen om den förlorade sonen.
Efter utbildningen hos Birgit Cullberg och Kurt Joos-Lederer anslöt sig Cramér till Cullbergbaletten. 1945–47, den första Cramér-Baletten. 1946–47 grundade och ledde han tillsammans med Birgit Cullberg Svenska Dansteatern. 1948–49 Balettmästare på San Carlos Operan, Lissabon. 1967–75 och 1980–86, den andra Cramér-Baletten. 1975–80 var han balettchef på Kungliga Teatern. Från 40-talet och framåt skapade Cramér 200 balettverk, 140 iscensättningar av operor, operetter, musikaler, revyer och talpjäser samt ett flertal produktioner för svensk och utländsk TV. 
Cramér hade en stark anknytning till Strömstad och bodde här under många år i sin vackra villa på Lilla Vatulandsgatan, vilken också tjänade som bas för hans fru Tyyne, och Ivo Cramérs stiftelse. Cramér samarbetade nära med Kjell Kraghe, bland annat regisserade Cramér två av Kraghes revyer och gemensamt producerade de en dansföreställning för Riksteatern. Ivo Cramérs dansgrupp Cramér-ensemblen genomförde under flera år föreställningen "Domaredansen" vid domarringen i Blomsholm samt kyrklig dans i Strömstads kyrka, bland annat den älskade gestaltningen av "Fader Vår".

## Priser och utmärkelser
- 1962 – Carina Ari-medaljen
- 1988 – Litteris et Artibus
- 1991 – Teaterförbundets guldmedalj
- 1996 – Strömstads kommuns kulturpris

## Koreografi
- 1944 – Flickan och Djävulen
- 1957 – Den förlorade sonen "Fem dansade dalmålningar". Kgl. Teatern 27/4 1957. (Redan 1947 vid Svenska Dansteaterns turné?) (musik: Hugo Alfvén – i denna ingår det stycke som senare med Alf Henriksons text blev känt som Roslagsvår)
- 1961 – Karneval
- 1984 – Ronja Rövardotter
- 1990 – Kronbruden

## Teater

### Regi (ej komplett)
| År   | Produktion                                | Upphovsmän                                                               | Teater               |
| ---- | ----------------------------------------- | ------------------------------------------------------------------------ | -------------------- |
| 1954 | Komedi på en bro Veselohra na mostě       | Bohuslav Martinů                                                         | Stora Teatern        |
| 1956 | Can-Can                                   | Cole Porter och Abe Burrows                                              | Oscarsteatern        |
| 1958 | Madame Pompadour                          | Rudolf Schanzer, Ernst Welisch och Leo Fall                              | Oscarsteatern        |
| 1962 | Tre valser Drei Walzer                    | Johann Strauss d.ä., Johann Strauss d.y. Paul Knepler och Armin Robinson | Oscarsteatern        |
| 1963 | Lås in Era döttrar Lock up your daughters | Laurie Johnson, Lionel Bart och Bernard Miles Översättning Stig Ahlgren  | Oscarsteatern        |
| 1963 | Boyfriend                                 | Sandy Wilson                                                             | Scalateatern         |
| 1969 | Ungkarlslyan Promises, Promises           | Burt Bacharach, Hal David och Neil Simon                                 | Oscarsteatern        |
| 2002 | Jeppe på berget Jeppe paa Bierget         | Ludvig Holberg Bearbetning Kent Andersson                                | Gunnebo slottsteater |
| 2003 | Jeppe på berget Jeppe paa Bierget         | Ludvig Holberg Bearbetning Kent Andersson                                | Gunnebo slottsteater |

### Koreografi (ej komplett)
| År   | Produktion                                                                                          | Upphovsmän                                                    | Regi           | Teater        |
| ---- | --------------------------------------------------------------------------------------------------- | ------------------------------------------------------------- | -------------- | ------------- |
| 1961 | Vita hästen Im weißen Rößl                                                                          | Hans Müller och Ralph Benatzky                                | Egon Larsson   | Oscarsteatern |
| 1980 | H.M.S. Pinafore eller En sjöman älskar fel person H.M.S. Pinafore; or, The Lass That Loved a Sailor | Arthur Sullivan och W. S. Gilbert Översättning Hans Alfredson | Hans Alfredson | Oscarsteatern |